# Lotte (Kreis Steinfurt)
 For alternative betydninger, se Lotte. (Se også artikler, som begynder med Lotte)
Lotte er en tysk by og kommune i delstaten Nordrhein-Westfalen. Der er omkring 13.000 indbyggere.
Lotte er placeret på nordsiden af Teutoburgerskoven tæt på grænsen til Niedersachsen, 10 km vest for Osnabrück.